# Sybra medioflavomaculata
Sybra medioflavomaculata är en skalbaggsart som beskrevs av Stefan von Breuning 1966. Sybra medioflavomaculata ingår i släktet Sybra och familjen långhorningar.
Artens utbredningsområde är Filippinerna. Inga underarter finns listade i Catalogue of Life.